# More Experience
 More Experience ist eine Jimi Hendrix - Coverband aus der Schweiz, die sich als Trio der Musik des 1970 verstorbenen Gitarristen Jimi Hendrix gewidmet hat und bei Live-Auftritten durch Improvisationen hervorsticht. Die Band gab bisher über 700 Konzerte und tourte u. a. mit den verstorbenen Mitgliedern der Jimi Hendrix Experience, Noel Redding und Buddy Miles.

## Geschichte
Die Band wurde im September 1987 von dem Gitarristen und Sänger Marcel Aeby als klassisches Powertrio gegründet. Im Februar 1988 folgte in Basel der erste offizielle Auftritt. Die Gruppe ging durch Spanien auf Tournee und spielte 1990 am einwöchigen Hendrix-Gedenkfestival im Pariser Olympia, u. a. zusammen mit Randy California und Noel Redding. Im Dezember 1990 erschien die LP Yes We Are, ein Live-Mitschnitt aus einem Basler Club.
1991 traten More Experience am „Electric Ladyland“-Festival in Paris gemeinsam mit der amerikanischen Sängerin Carol Miles auf. Im April 1992 spielte die Band am Uni-Fest in Barcelona vor 12'000 Zuschauern im Zuge der mittlerweile dritten Spanientour. Es folgte im Sommer desselben Jahres ein Auftritt in Ravenna (Italien) zusammen mit Randy Hansen und Uli Jon Roth.
Im April 1994 hatte das Trio einen Auftritt im legendären La Locomotive in Paris vor 1'100 Zuschauern und wurde daraufhin von der französischen Musikzeitschrift Rock & Folk als favorisierte Hendrix-Coverband bezeichnet. An einem Konzert in Ternate (Italien) wurde das Trio durch Noel Redding verstärkt. Im November 1994 wurden in Spanien innerhalb von 17 Tagen 14 ausverkaufte Konzerte gegeben.
Zu Jahresbeginn 1995 spielten More Experience anlässlich des 25. Todesjahrs von Jimi Hendrix an verschiedenen Konzerten in Norddeutschland und in der Schweiz. Einer weiteren Konzertreihe in Frankreich schloss sich am 24-Stunden-Rennen von Le Mans an, wo auch Nine Below Zero und Calvin Russell auftraten. Zudem spielte die Band drei Konzerte mit Alvin Lee.
Im Spätherbst 1995 tourte die Gruppe 30 Tage lang mit Noel Redding durch Frankreich und Italien (u. a. Live-Auftritt auf dem Sender France 3). An einem Festival mit über 30 Bands im Januar 1996 in Epinal (Frankreich) waren More Experience und Calvin Russell die Headliner, wobei der Auftritt von drei Fernsehstationen aufgenommen wurde.
Nachdem das Trio zur Enthüllung einer Hendrix-Gedenktafel von Hendrix’ vorletzter Freundin Kathy Etchingham nach London eingeladen wurde, spielten sie zum 27. Todestag von Hendrix in Colombes bei Paris. 1997 ging die Gruppe mit Buddy Miles auf 20 Konzerte-Tournee durch Italien.
Nach einer Deutschland- und einer Italien-Tour 1999 trat die Band in Fehmarn am Jimi-Hendrix-Revival-Festival auf, in Anlehnung an das Love-and-Peace-Festival von 1970.
Heute touren More Experience überwiegend in der Schweiz.

## Diskografie
- 1989: More Experience Live
- 1990: Yes We Are - Live
- 1993: Spanish Castle Magic - Live
- 1995: Freedom
- 1997: Gypsy Eyes
- 1999: Bikers benefit days (Rock Vol. 1)
- 2000: Voodoo